# Новые Куконешты
Новые Куконешты, Куконештий Ной (рум. Cuconeștii Noi) — село в Единецком районе Молдавии. Является административным центром коммуны Новые Куконешты, включающей также село Старые Куконешты.

## География
Село расположено на высоте 127 метров над уровнем моря.

## Население
По данным переписи населения 2004 года, в селе Новые Куконешты проживает 2080 человек (1002 мужчины, 1078 женщин).
Этнический состав села:
| Национальность | Число жителей | Процентный состав |
| -------------- | ------------- | ----------------- |
| украинцы       | 1068          | 51.35             |
| молдаване      | 959           | 46.11             |
| русские        | 40            | 1.92              |
| гагаузы        | 5             | 0.24              |
| румыны         | 4             | 0.19              |
| болгары        | 1             | 0.05              |
| прочие         | 3             | 0.14              |
| Всего          | 2080          | 100%              |